# 愛甲次郎
愛甲 次郎（あいこう じろう、1933年 - ）は、日本の通商産業官僚。通商産業省出身者としては初めて特命全権大使を務め、クウェート国及びバハレーン国を駐箚した。

## 人物・経歴
神奈川県立横須賀高等学校を経て、1955年東京大学法学部卒業、通商産業省入省。ハーヴァード大学フェロー等を経て、1974年通商産業省貿易局長期輸出保険課長。1976年経済企画庁調整局経済協力第一課長。1978年通商産業省生活産業局総務課長。1980年在アメリカ合衆国日本国大使館公使。
1982年資源エネルギー庁次長。1983年から通商産業省出身者として初めて特命全権大使を務め、クウェイト国、バハレーン国を駐箚した。1986年ソニー取締役。1992年ソニー専務取締役。1997年ソニー顧問。1998年日・タイ経済協力協会（JTECS）理事長。

## 著書
- 『アラブの生活・ビジネス慣習とつきあう法 : 湾岸アラブ諸国を中心に 』（三枝亨と共著）有斐閣 1988年
- 『世にも美しい文語入門』海竜社 2008年